# Le Moulin de la Galette (serie de Van Gogh)
Le Moulin de la Galette es el título de varias pinturas realizadas por Vincent van Gogh en 1886 de un molino de viento, el Moulin de la Galette, el cual se ubicaba cerca del apartamento de Van Gogh y su hermano Theo en Montmartre. Los dueños del molino habían aprovechado las vistas que tenían de todo París, creando una terraza mirador y una explanada de baile y merendero para el entretenimiento.
Las pinturas del molino forman un subconjunto de pinturas dentro de la denominada "serie de Montmartre" de van Gogh.

## París
En 1886 van Gogh salió de los Países Bajos hacia París y fue guiado por su hermano Theo. Hasta entonces van Gogh había sido influido por los grandes maestros holandeses, pero instalarse en París significó la oportunidad de conocer y verse influido por los impresionistas, simbolistas, puntillistas, y el arte japonés. Su círculo de amigos incluyó a Émile Bernard, Paul Gauguin, Camille Pissarro, Henri de Toulouse-Lautrec, y otros.
Montmartre, una colina entonces en las afueras, con vistas a París, era conocida por sus bares, cafeterías, y salas de baile. Se localizaba justo en el borde del campo lo que proporcionó a van Gogh la oportunidad de trabajar en pinturas de encuadres rurales mientras vivía en París.
El paisaje y molinos alrededor de Montmartre fueron la fuente de inspiración para numerosas pinturas. El Moulin de la Galette, el molino de viento todavía montado sobre el establecimiento de ocio, presumiendo de una autenticidad que otros locales, como el Moulin Rouge, no tenían, estaba cerca del apartamento que van Gogh compartía con su hermano Theo de 1886 hasta 1888. Construido en 1622, originalmente llamado Blute-Fin, aún pertenecía a los propietarios originales, la familia Debray en el siglo XIX. Van Gogh conoció a artistas como Toulouse-Lautrec, Paul Signac y Paul Gauguin que le inspiraron a incorporar el impresionismo a su obra. Pronto sus pinceladas se volvieron más ligeras, sus obras más coloridas.
Moulin de la Galette era también el nombre de una sala de baile al aire libre localizada entre los dos últimos molinos de viento que quedaban en la cima de Montmartre. Además de van Gogh, Toulouse-Lautrec y Pierre-Auguste Renoir también pintaron el Moulin de la Galette. Renoir plasmó la sala de baile en su famoso cuadro Baile en el Moulin de la Galette.

## Las pinturas

### Tres pinturas con composiciones similares
Durante su primer año en París van Gogh pinto las áreas rurales alrededor de Montmartre, como la colina y sus molinos de viento. Los colores eran a veces sombríos, y evocan ansiedad y soledad, mientras otras pinturas son brillantes y evocan una naturaleza intensa y entusiasta.

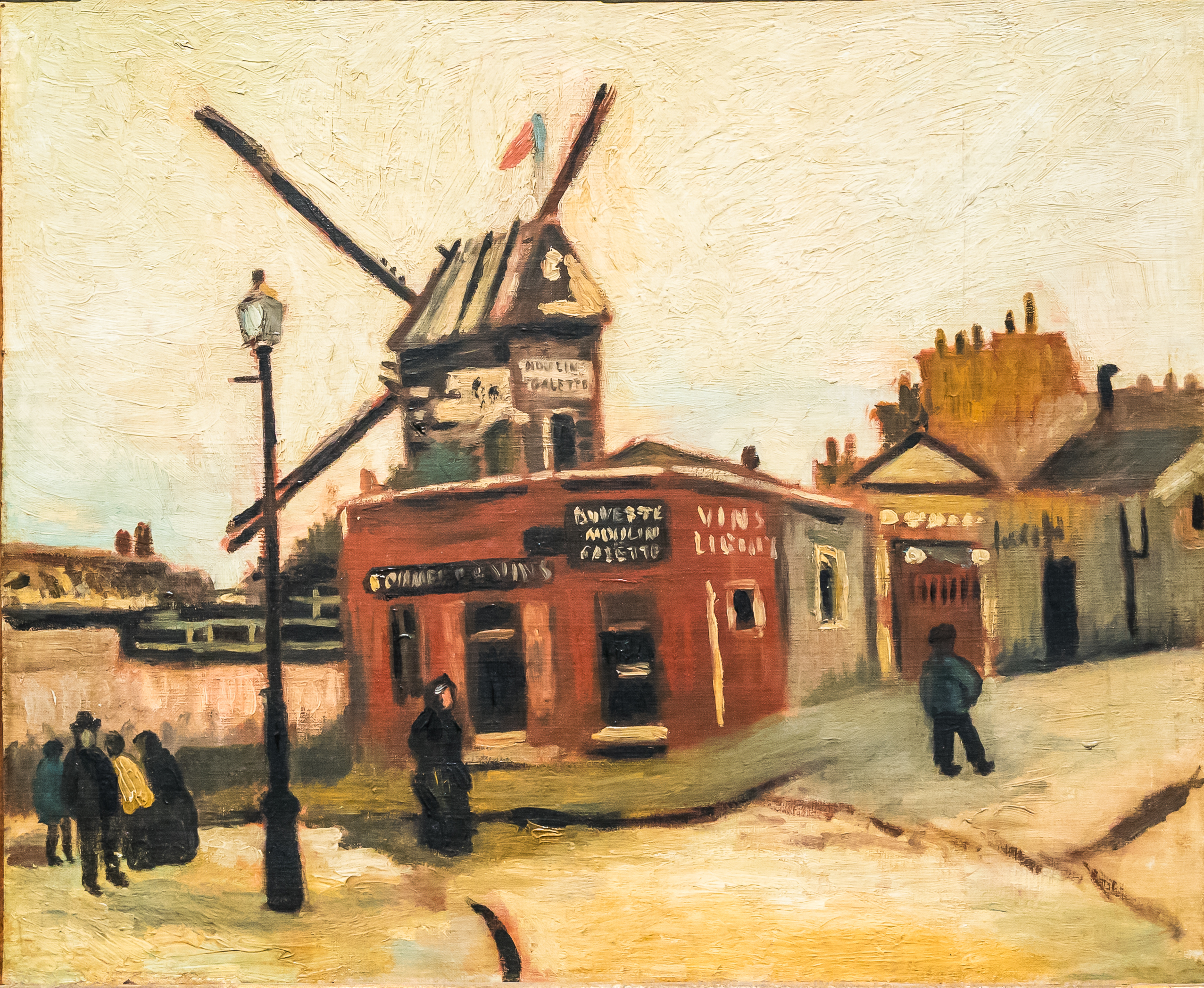
Le Moulin de la Galette, 1886; Stiftung Langmatt, Baden, Suiza (F226)
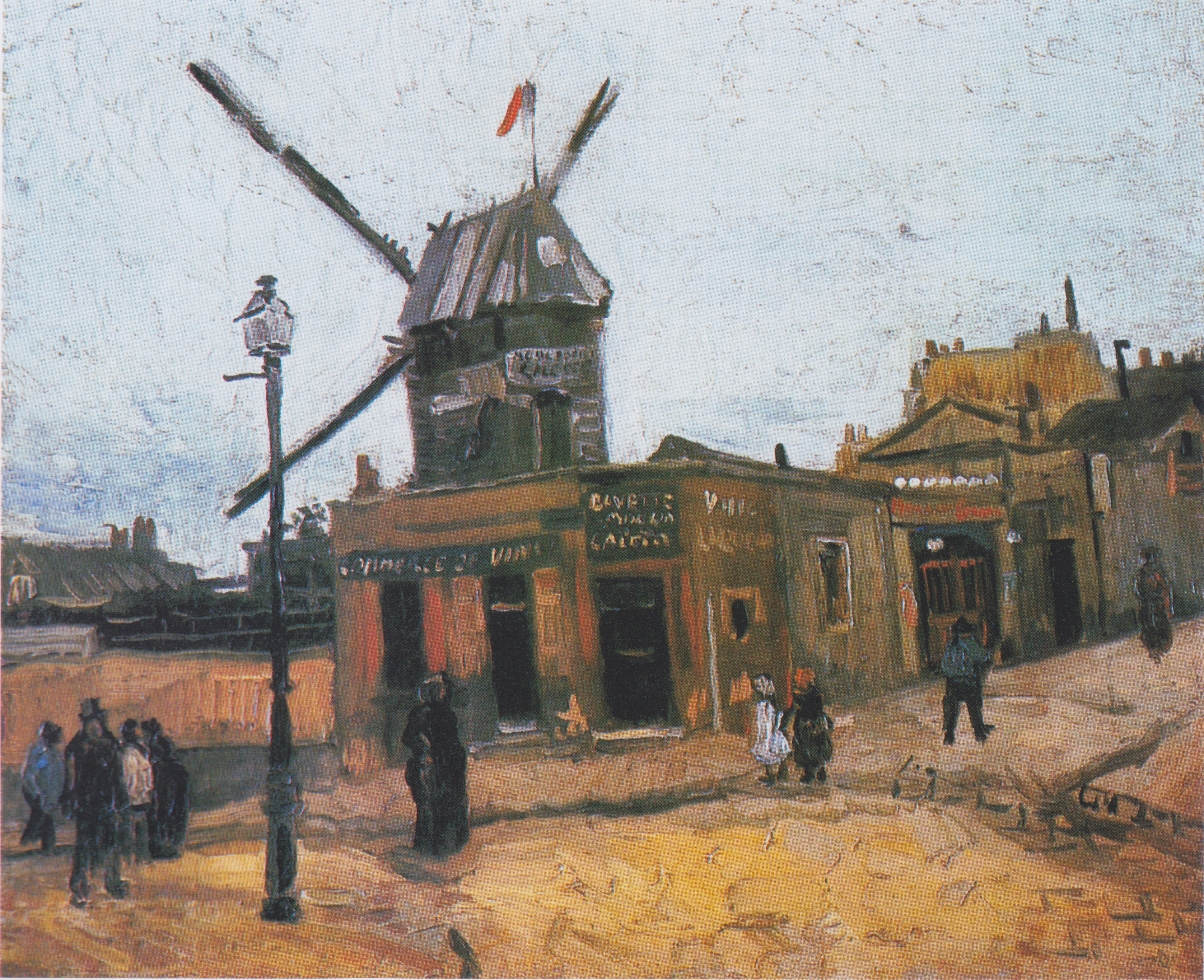
Le Moulin de la Galette, 1886; Museo Kröller-Müller, Otterlo, Países Bajos (F227)
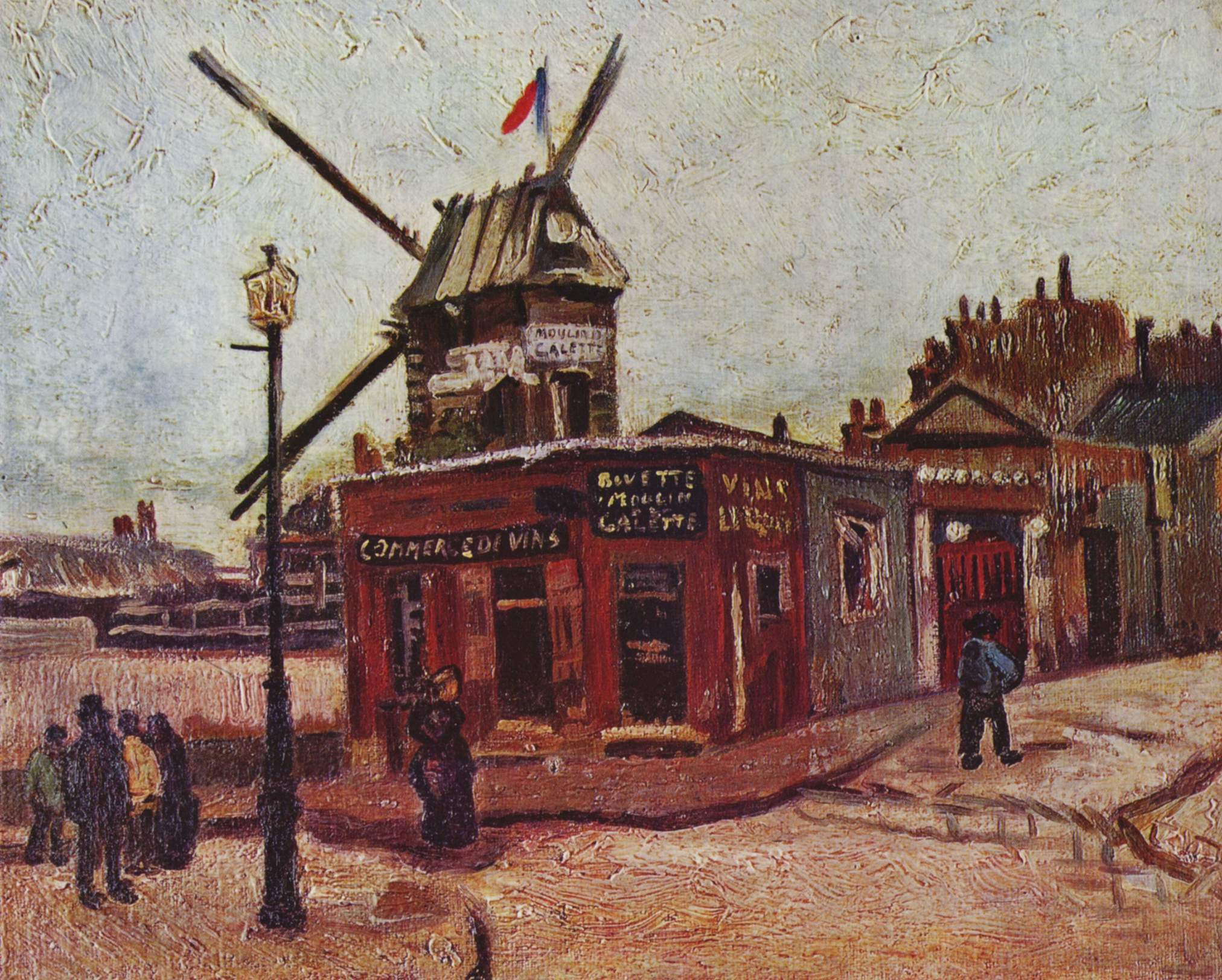
Le Moulin de la Galette 1886; Neue National galerie, Berlín (F228)

### Otras pinturas tituladasLe Moulin de la Galette
Le Moulin de la Galette, también llamado El molino de viento Blute-Fin, Montmartre (F274) refleja la transición artística del artista; su trabajo en los Países Bajos era sombrío y pesado. Influido por el Impresionismo, van Gogh adoptó colores más ligeros y pinceladas rápidas para describir luz y movimiento. Van Gogh hizo la pintura en una parcela vacía en la rue Lepic, la calle en la que vivía con Theo. La pintura presenta el Moulin de Blute-Fin, un antiguo molino del siglo XVII, el cual era entonces una atracción por sus vistas de todo París. En este tiempo aún quedaban tres molinos en la colina, pero era este el favorito de van Gogh para sus pinturas. Moulin a Poivre, un segundo molino de viento, está justo a la izquierda en el horizonte en esta pintura. La obra fue vendida por el marchante de arte escocés Alex Reid a William McInnes y con el retrato de Alexander Reid de van Gogh se encuentra en la colección de los Museos de Glasgow.

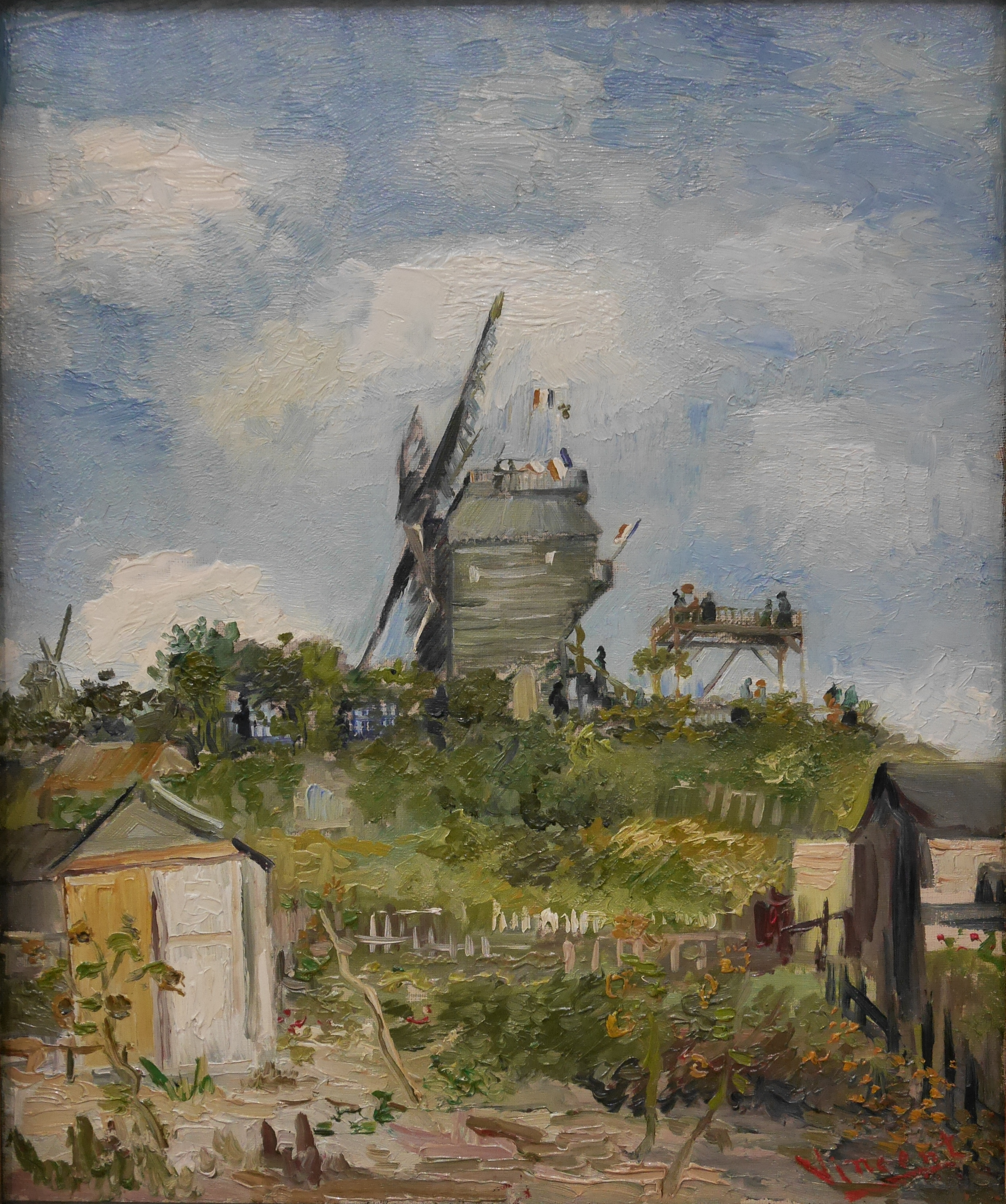
Le Moulin de la Galette, también El molino de viento Blute-Fin, Montmartre, 1886; Kelvin grove Galería de Arte y Museo, Glasgow (F274)
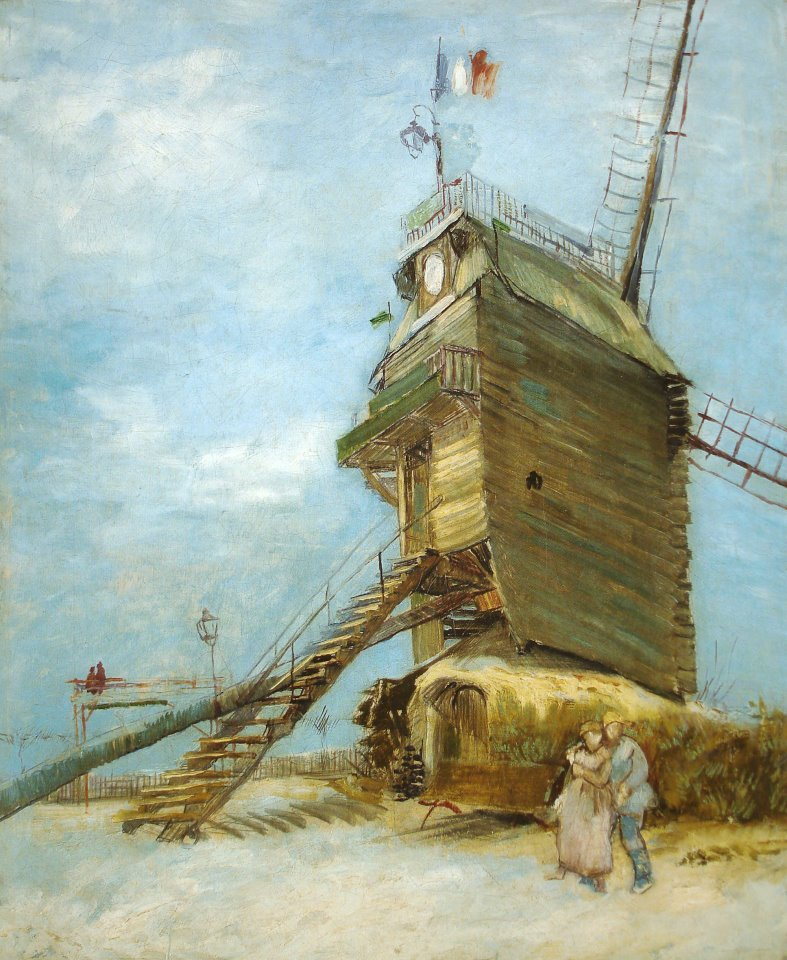
Le Moulin de la Galette, 1886; Museo Nacional de Bellas Artes (Buenos Aires), Argentina (F348)
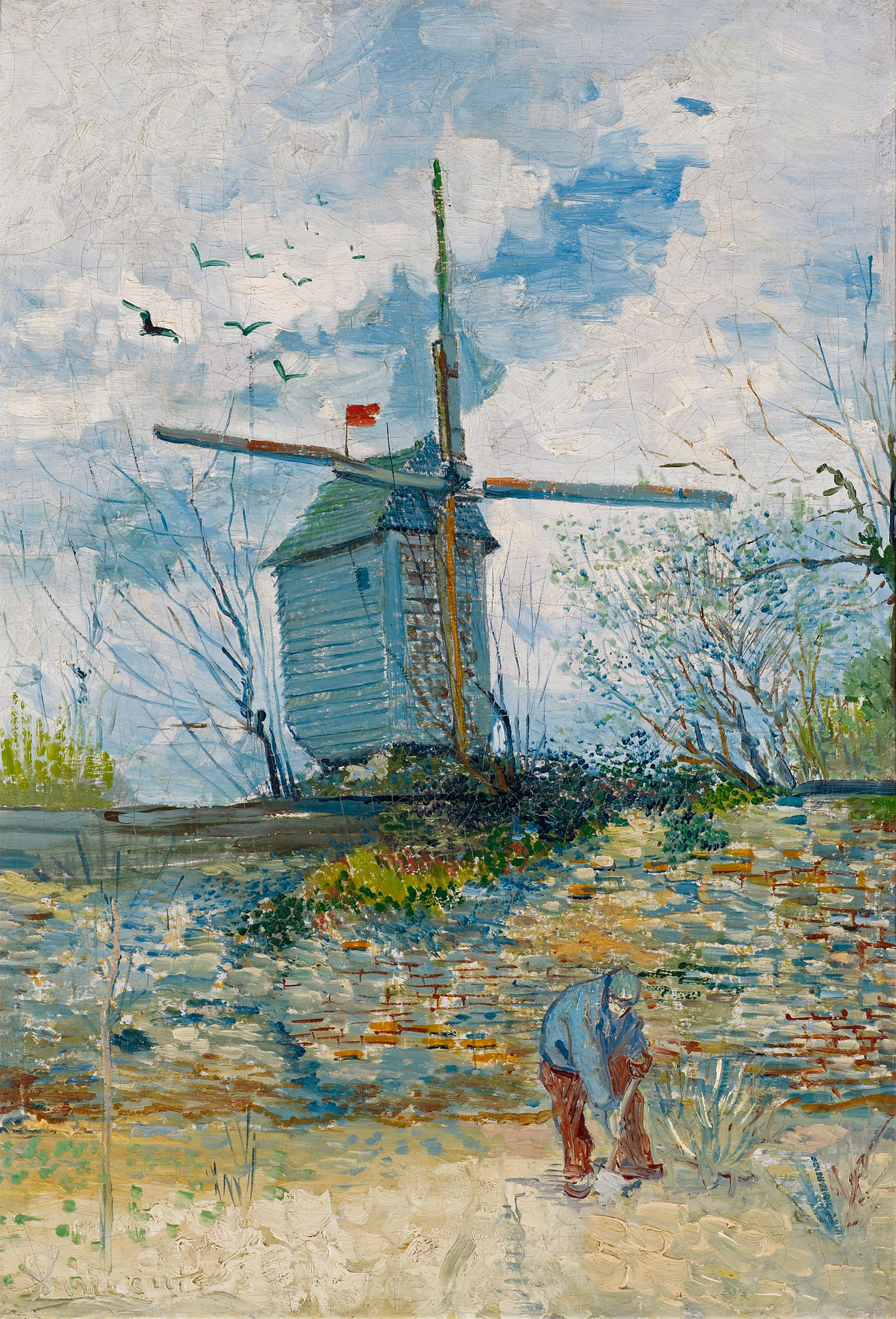
Le Moulin de la Galette, 1886; colección privada (F349)

## Pinturas del molino de viento Blute-Fin
Además de Le Moulin de la Galette (F274), el cual también es conocido como El molino de viento Blute-Fin, Montmartre, hay muchas otras pinturas con el nombre Blute-Fin.

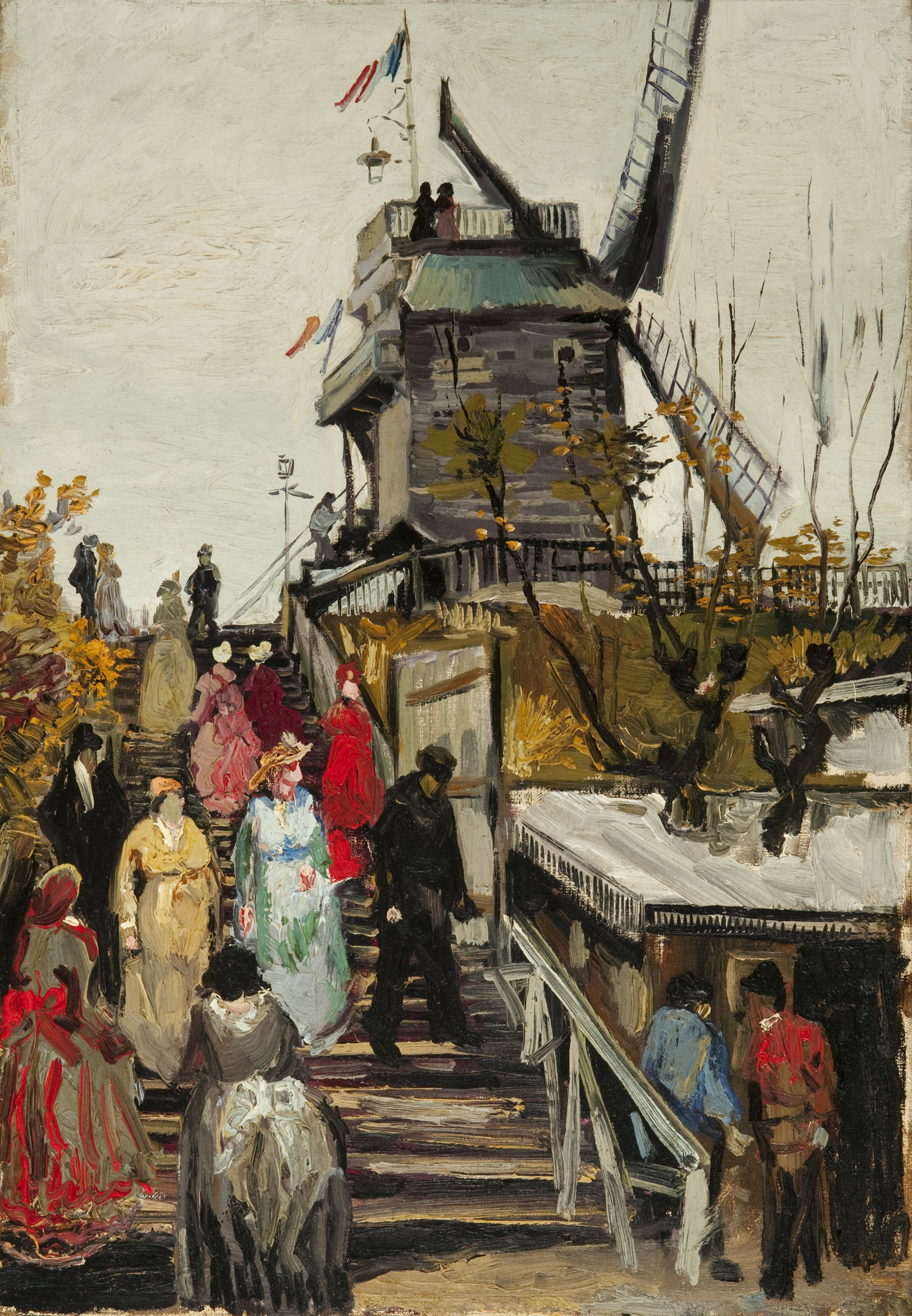
Le Moulin de Blute-Fin, 1886; Museum de Fundatie, Zwolle
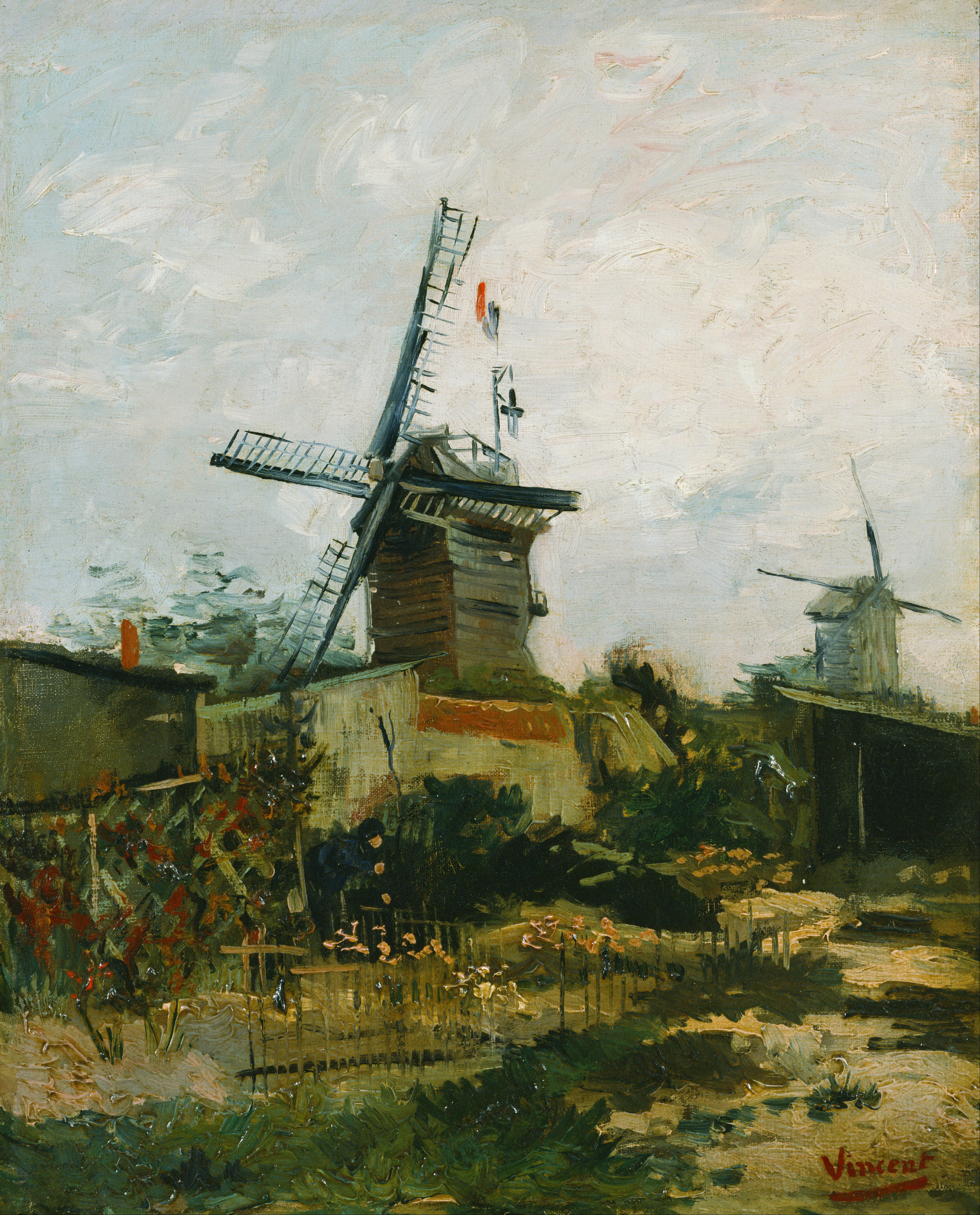
Le Moulin de Blute-Fin, 1886; Bridgestone Museum of Art, Tokyo (F273)
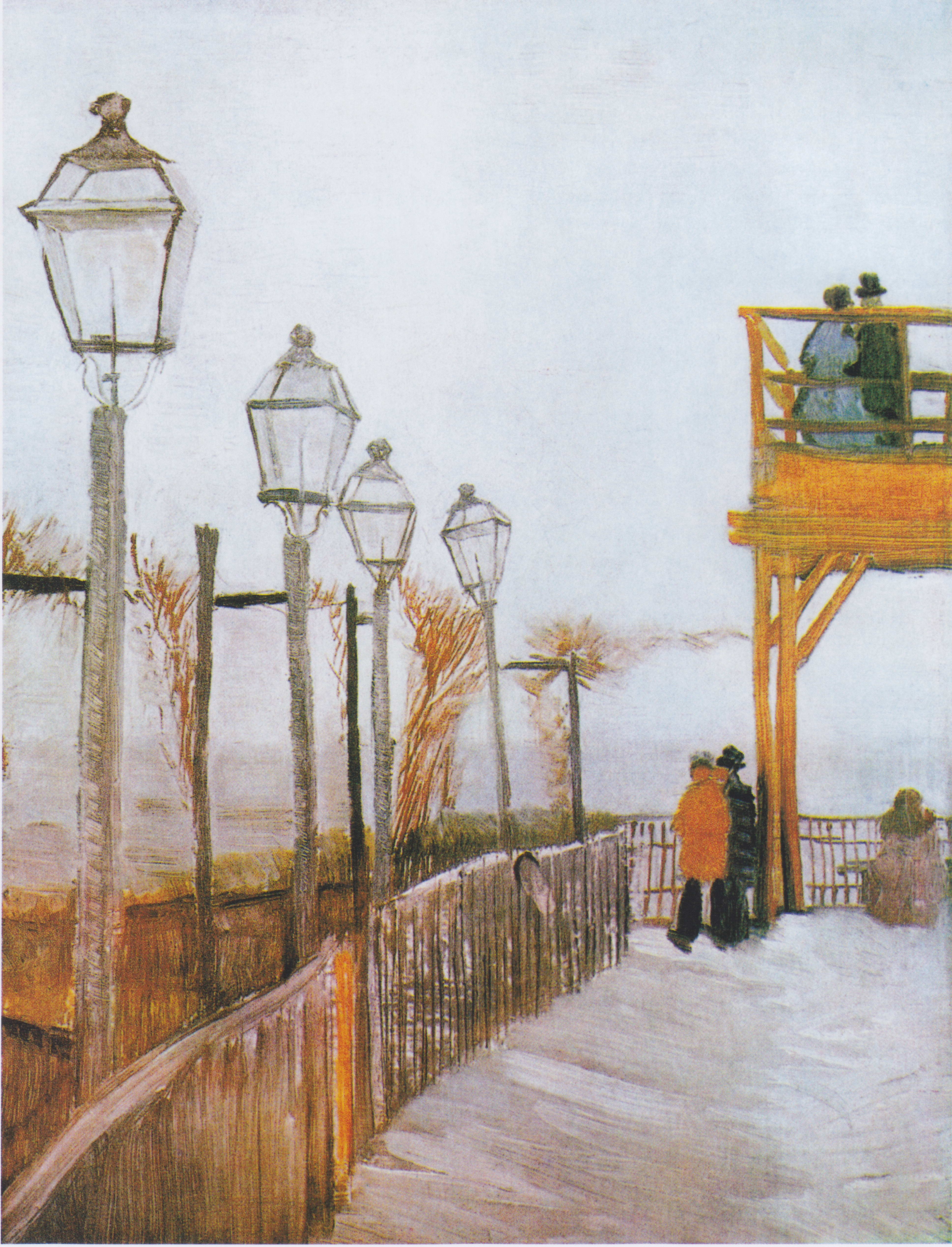
Terraza y mirador en el Moulin de Blute-Fin, Montmartre, 1886; Art Institute of Chicago (F272)

## Otras pinturas con molinos
Aquí se ven las pinturas de van Gogh durante su periodo en París que incluyen los molinos:

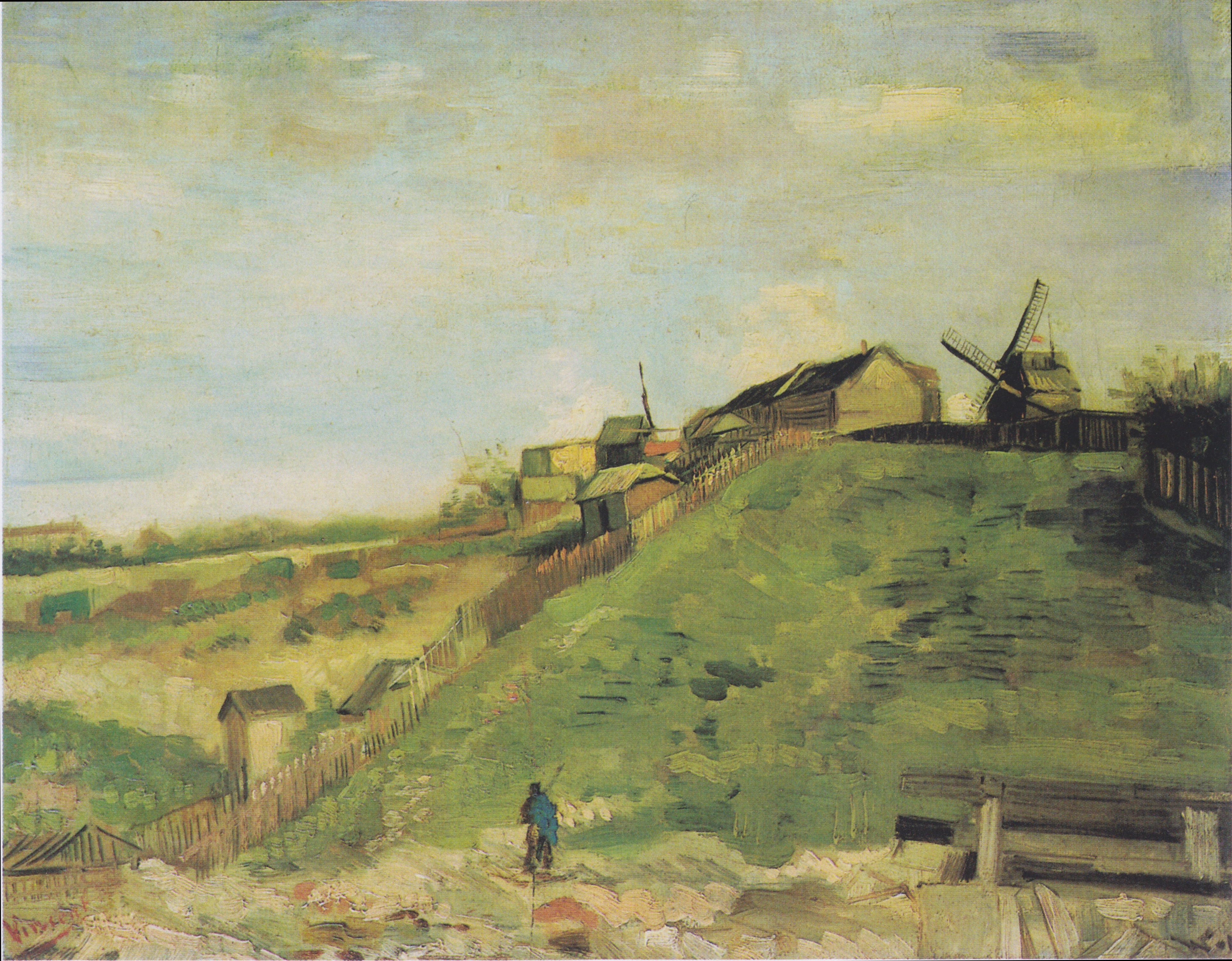
El cerro de Montmartre con cantera, 1886; Museo Van Gogh, Ámsterdam (F229)
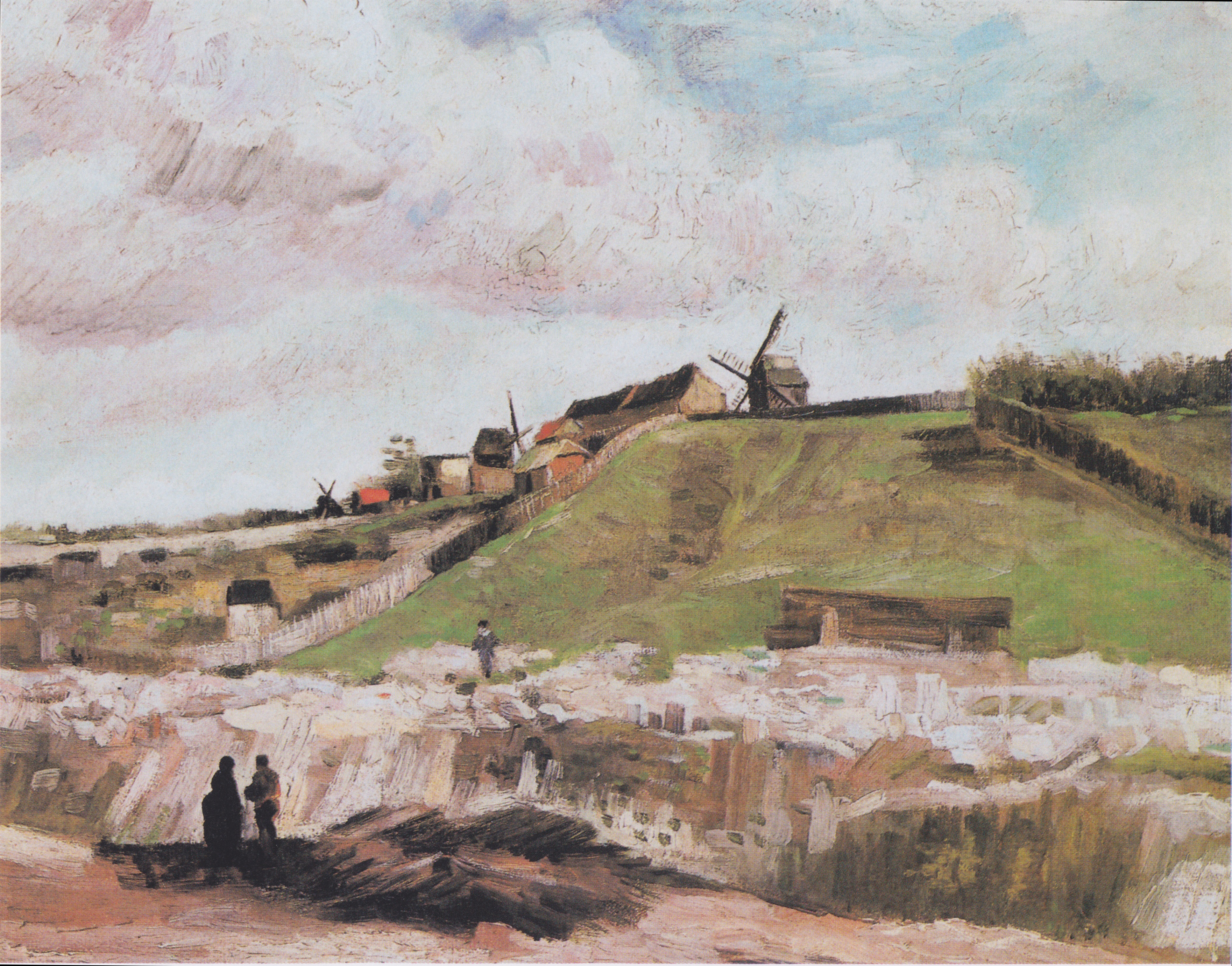
El cerro de Montmartre con cantera, 1886; Museo Van Gogh, Ámsterdam (F230)
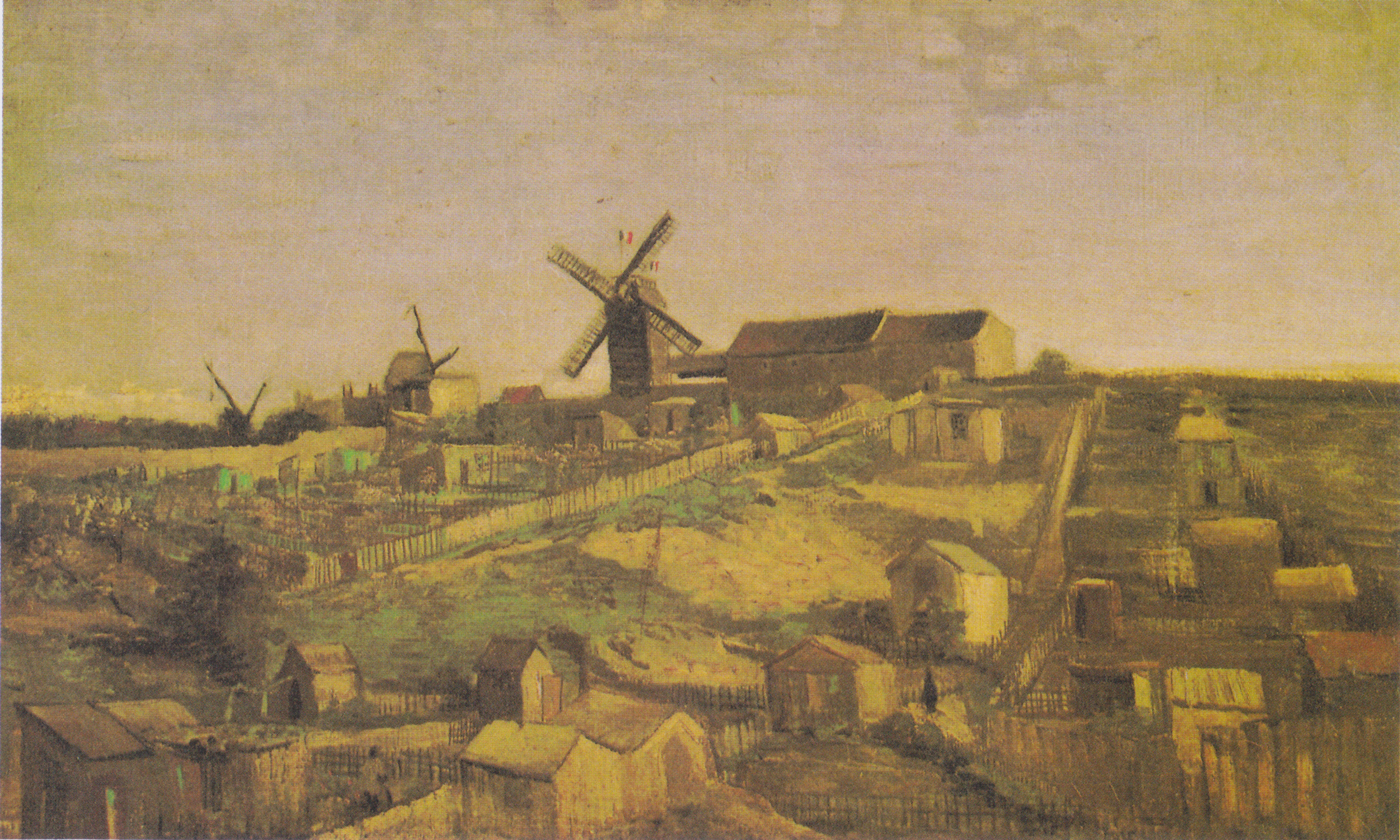
El cerro de Montmartre también Vista de Montmartre con molinos de viento, 1886; Museo Kröller-Müller, Otterlo, Países Bajos (F266)
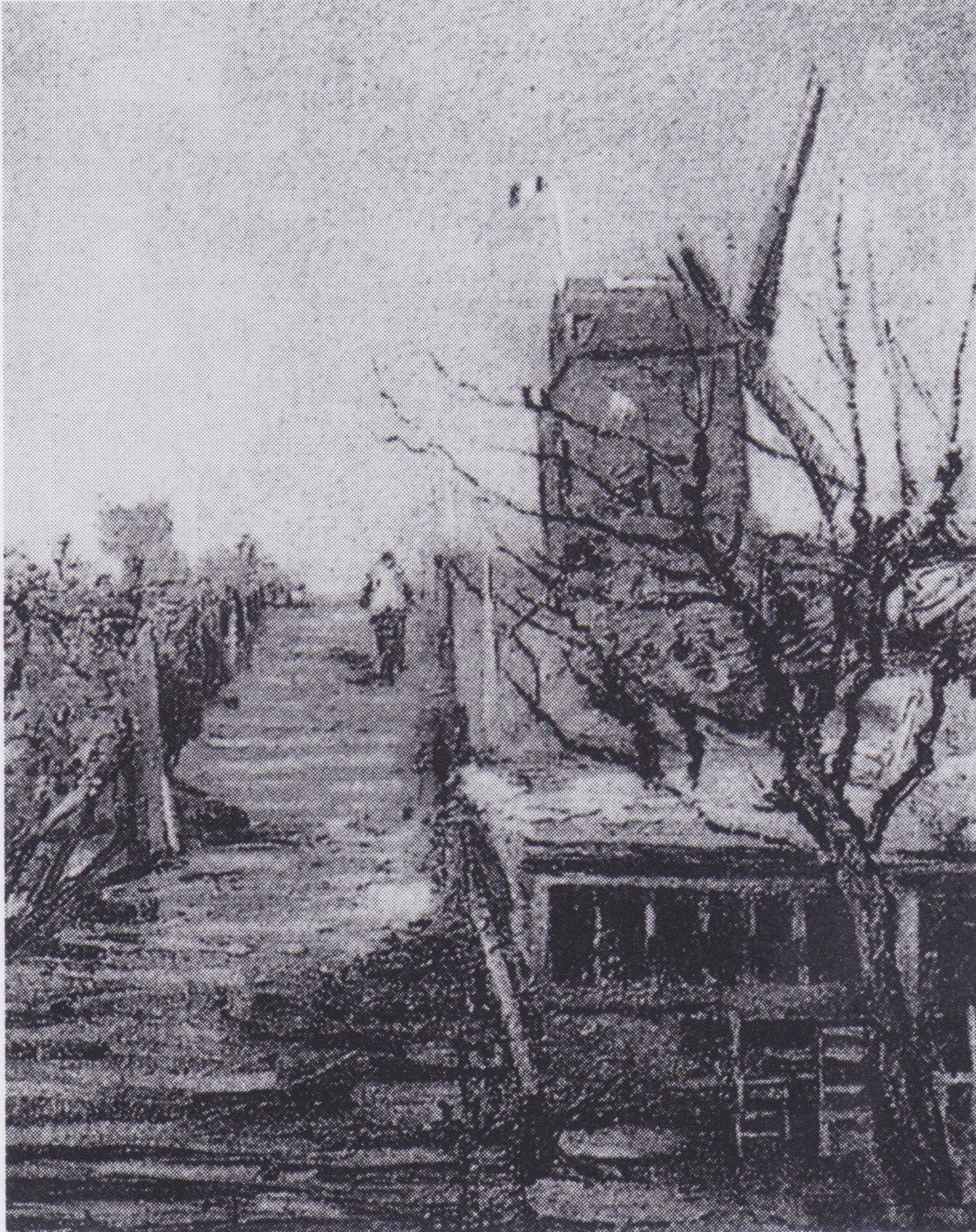
Molino de viento en Montmartre (copia en blanco y negro), 1886; destruido en un incendio en 1967 (F271)
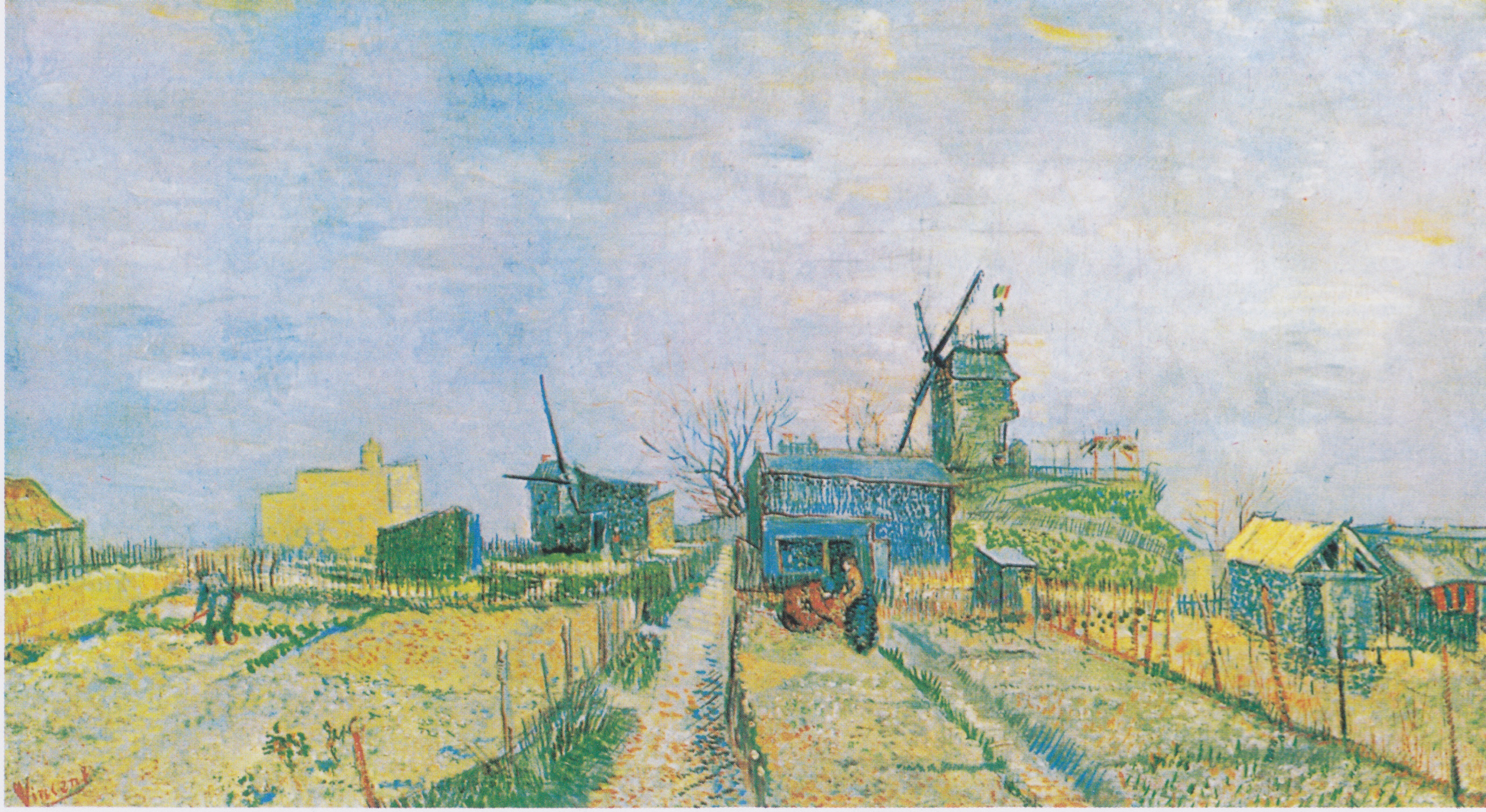
Huertos en Montmartre: La colina de Montmartre, 1887; Museo Van Gogh, Ámsterdam (F346)
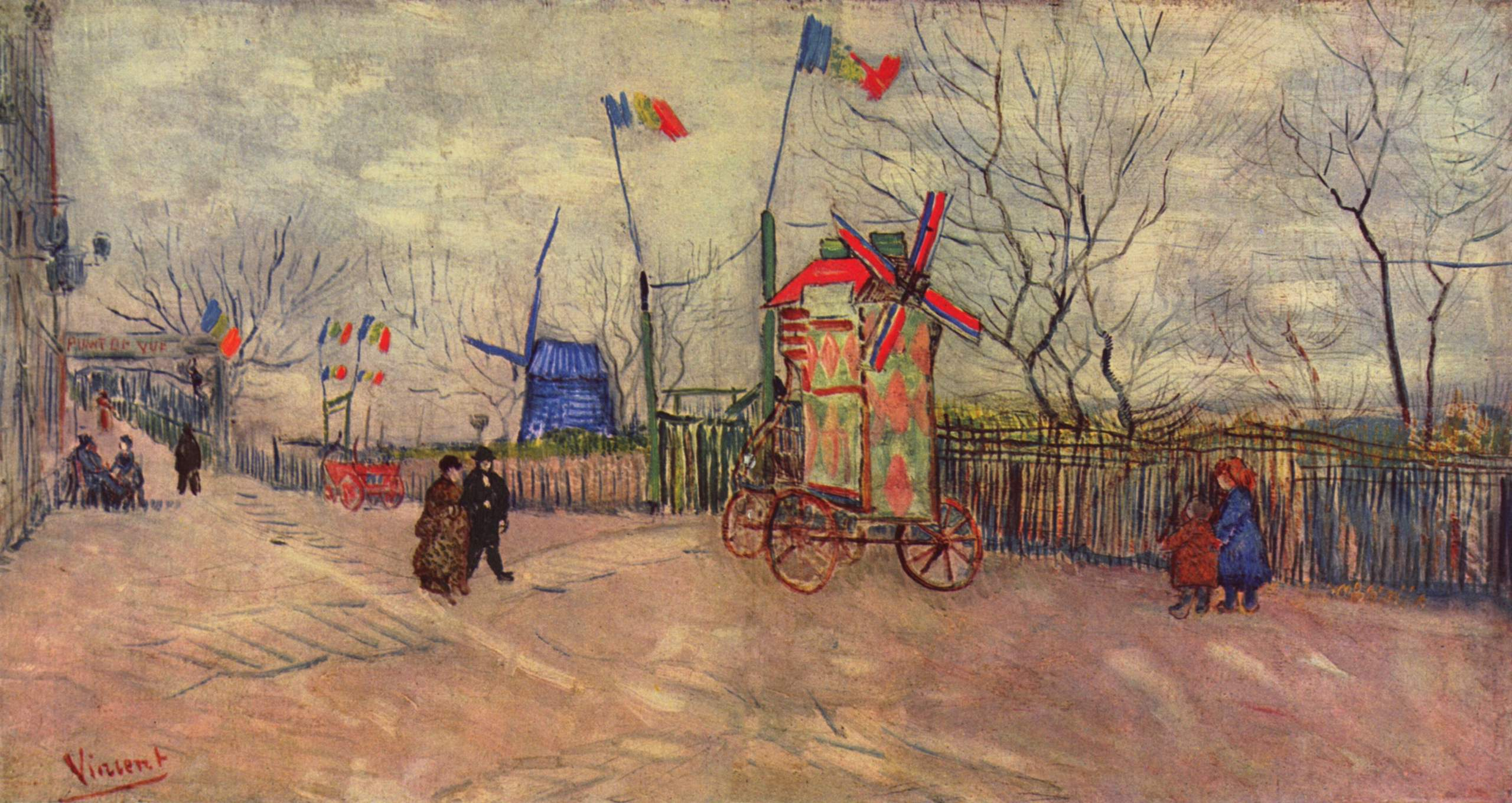
Escena de calle en Montmartre: Le Moulin a Poivre, 1887; Museo Van Gogh, Ámsterdam (F347)
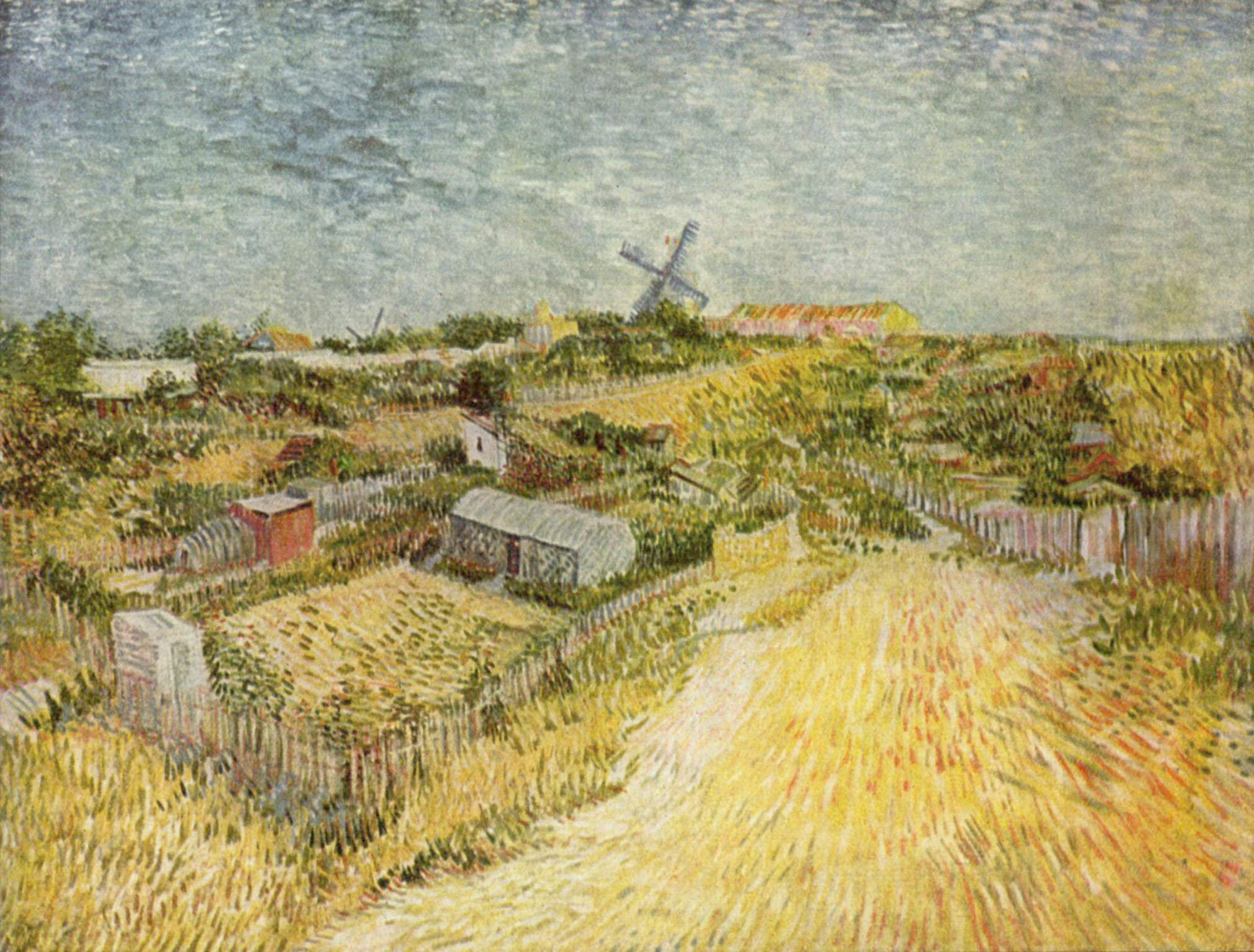
Huertos en Montmartre: La colina de Montmartre, 1887; Museo Stedelijk, Ámsterdam (F350)
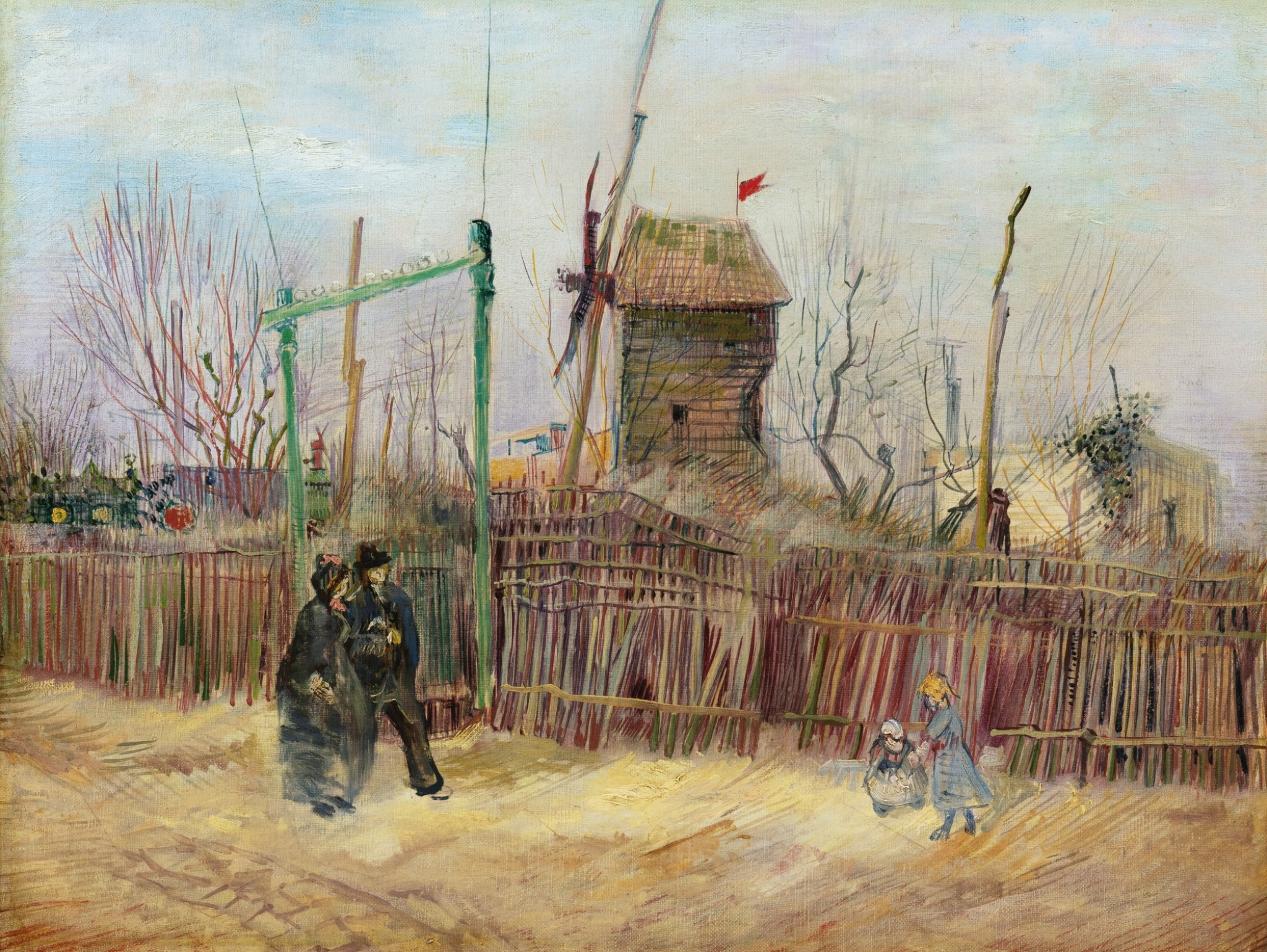
Escena de calle en Montmartre, 1887; colección privada (sin número F, JH1240)